# 1. бањалучка лака пјешадијска бригада ВРС
Прва бањалучка лака пешадијска бригада је била војна јединица Војске Републике Српске, у саставу Првог крајишког корпуса.

## Историја
Бригада је формирана 15. јуна 1992. од делова јединица и штабова Територијалне одбране општине Бања Лука. Бригада је била четног састава и имала је поред пешадијских чета, батерију минобацачлија и извиђачки вод.
У јулу 1992. бригада је послата на Влашић, да би током јесени делови бригаде били ангажовани у борбама за Костреш и на ширем орашком и брчанском ратишту. Почетком новембра већи део бригада запоседа положаје у Горњем Свилају. Крајем истог месеца, бригада је распоређена у Нови Град, где остаје до половине 1993, када је опет пребачена на орашко ратиште. У Посавини бригада остаје до лета 1995.
У последњој години рата, бригада је прошла кроз најжешће борбе са хрватско-муслиманским снагама у Босанској крајини. Почетком августа 1995. потчињена је новоформираној оперативној групи 2, под командом Момира Талића, која добија задатак да потисне хрватске снаге ка Гламочу из правца Прибеље. Током септембра, бригада је заједно са 3. српском мешовитом бригадом (борци из Источно-босанског корпуса) држала положаје десно од планине Виторог и превој Млиниште. Бригада је у хрватској операцији Маестрал тешко поражена и повлачи се на обронке планине Димитор, западно од Мркоњић града. У октобру бригада је опет потиснута са положаја након напада хрватских снага у операцији Јужни потез.